# Seedorf–Lobsigensee
Seedorf-Lobsigensee est un site palafittique préhistorique des Alpes, situé sur les rives du Lobsigensee sur la commune de Seedorf dans le canton de Berne, en Suisse.